# ザリア空港
ザリア空港（Zaria Airport）は、ナイジェリアのカドゥナ州ザリアにある空港。